# Сатри
Сатрите са тракийско племе, населявало част от планината Пангей, а по-точно в земите на Югозападните Родопи – източно от р. Места. Това се потвърждава от поне три антични карти, в които ясно е направено разграничението между сатри и беси, като първите заемат далеч по-малък ареал с излаз на Орфанския залив на Егейско море. Техни източни съседи са траките „кикони“, а на запад „едоните“ и „пиерите“/„пиерите“ не бива да се бъркат с областта Пиерия/.
Според Херодот те били независими по времето си и никога не били завладявани. Те обитавали високи планини, покрити с гори и сняг и на най-високото място било Светилището на Дионис.
Тяхното светилище на оракула Дионис, управлявано от бесите, се намира вероятно в пещерата Аскетотрипа край Кушинишкия манастир в северната част на планината Пангей.
Сатрите били изкусни миньори, добивали злато и сребро. Херодот е единственият древен писател, който споменава Сатрите. Томашек ги определя по-скоро като военна каста на диите и бесите, отколкото като отделен народ.
Те се защитават храбро от нападналите ги колонисти от Тасос (Thasitische Peraia).
Персийският цар Ксеркс I не могъл да ги пороби и заради тях не преминал в похода си планината, където живели свободолюбивите сатри.